# Ральбиц

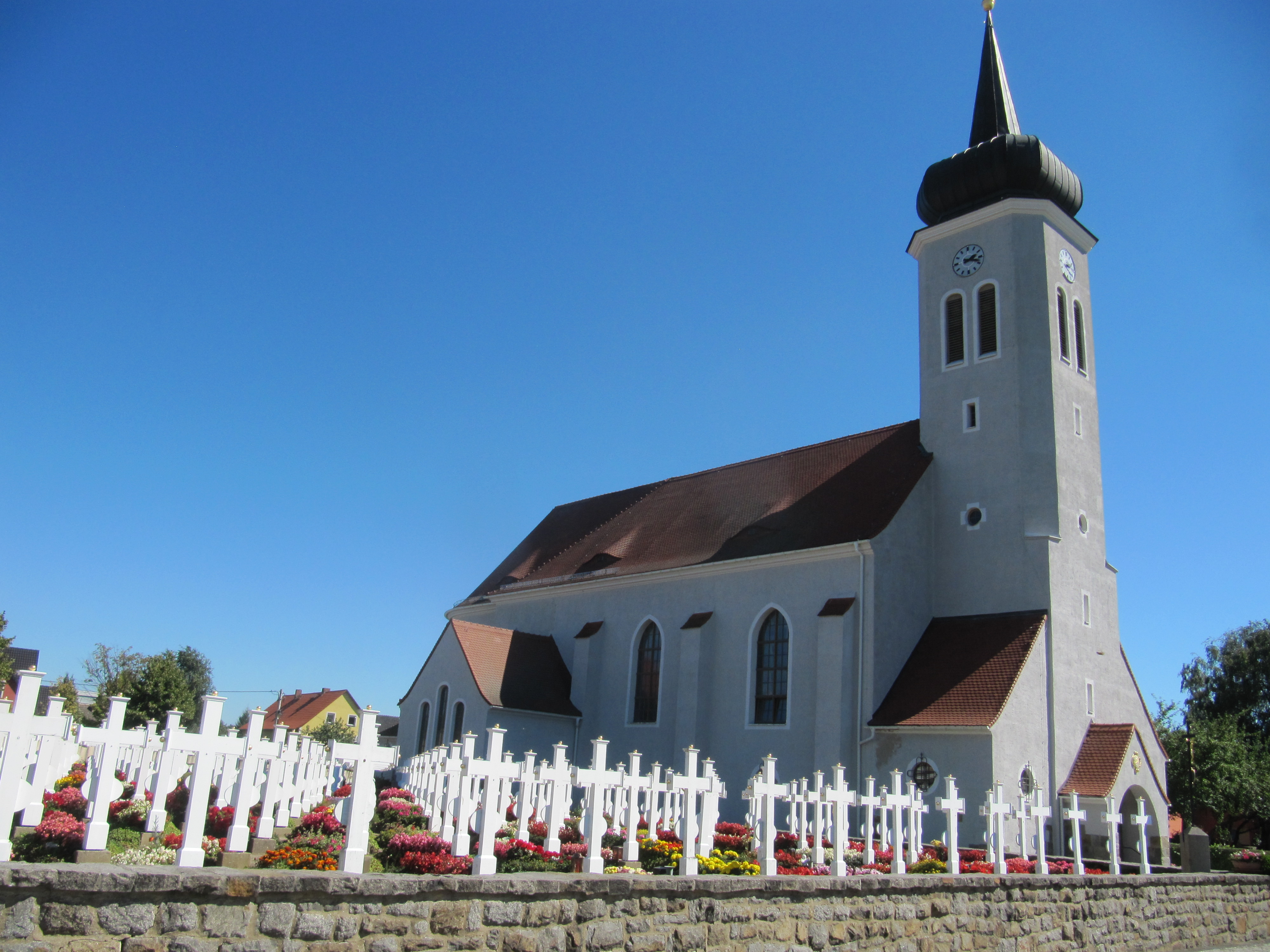
Церковь святой Екатерины

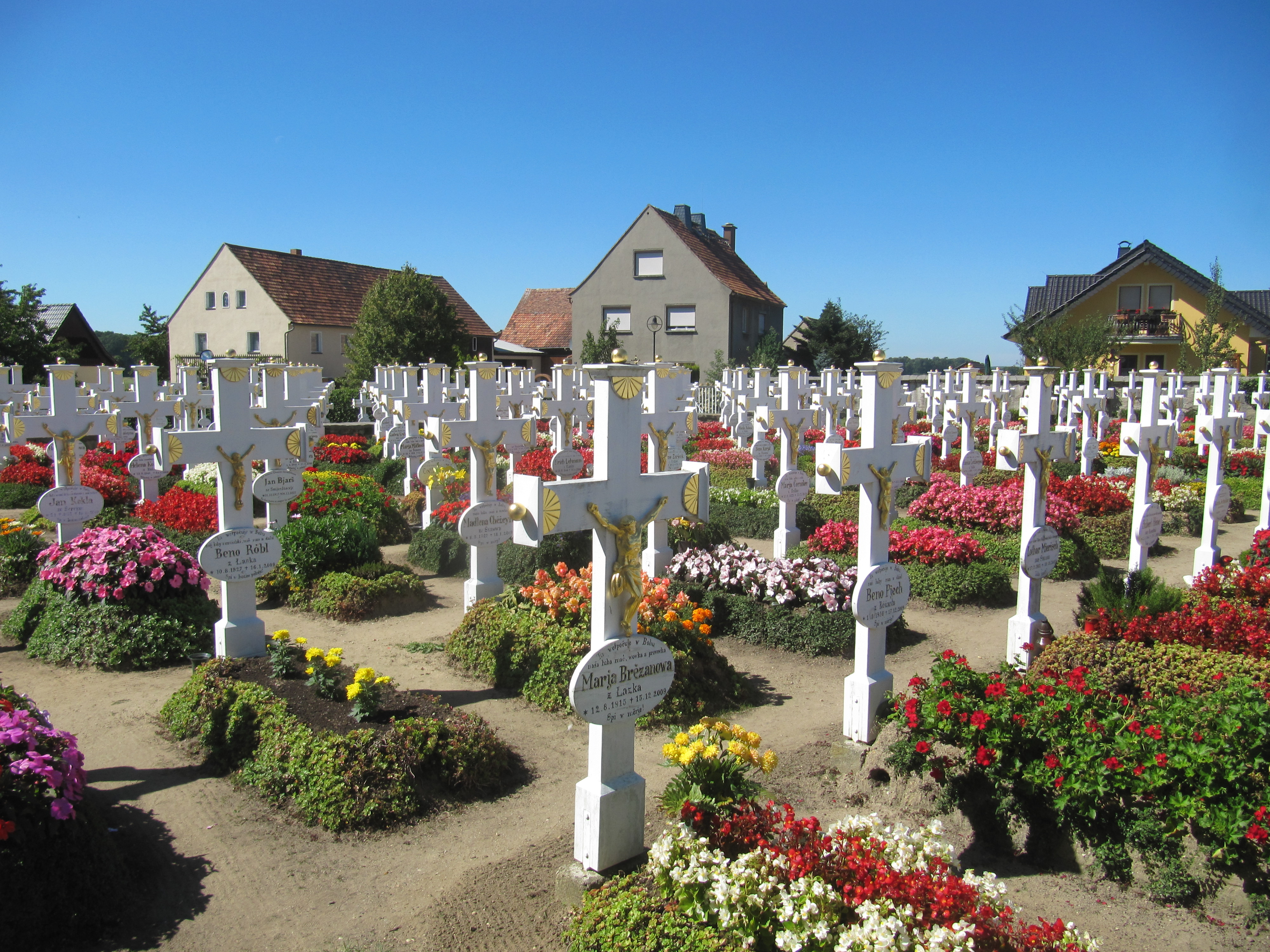
Сельское кладбище

Ра́льбиц или Ра́льбицы (нем. Ralbitz; в.-луж. Ralbicyо файле) — деревня в Верхней Лужице, Германия. Входит в состав коммуны Ральбиц-Розенталь района Баутцен в земле Саксония. Подчиняется административному округу Дрезден.

## География
Деревня располагается в долине реки Клостервассер в 22 км на северо-западе от Будишина, в 13 км на востоке от Каменца.

## История
Впервые деревня упоминается в 1264 году как Радельвиц (Radelwiz). До XIX века деревня принадлежала монастырю Мариенштерн. В 1752 году в деревне была построена церковь святой Екатерины.
В центре села находится здание старой школы, отремонтированной в 2006 году. В 1896 году эта школа представляла экспозицию жизни жителей деревни на Саксонской народной выставке в Дрездене.
В настоящее время деревня входит в состав культурно-территориальной автономии «Лужицкая поселенческая область», на территории которой действуют законодательные акты земель Саксонии и Бранденбурга, содействующие сохранению лужицких языков и культуры лужичан.

В деревне находится врачебный кабинет, детский сад и стадион. В деревне действуют начальная и средняя школы, преподавание в которых ведётся на немецком и верхнелужицком языках.

## Население
Согласно статистическому сочинению «Dodawki k statisticy a etnografiji łužickich Serbow» Арношта Муки в Ральбицах в 1880 годах проживало 260 человек (из них — 259 лужичан и 1 немец). Лужицкий демограф Арношт Черник в своём сочинении «Die Entwicklung der sorbischen Bevölkerung» пишет, что лужицкое население деревни в 1956 году составляло 88,5 % (из них верхнелужицким языком активно владело 168 человек, 7 — пассивно, 63 несовершеннолетних владели языком и знание языка 31 несовершеннолетнего неизвестно).
В 1900 году численность населения составляла 238 человек. Наибольшая численность была в 2010 году (354 человек). На 31 декабря 2015 численность населения составляла 318 человека.
Официальным языком в населённом пункте, помимо немецкого, является верхнелужицкий язык.
| 1900 | 1993 | 1994 | 1995 | 1996 | 1997 | 1998 | 1999 | 2000 | 2002 | 2004 | 2006 | 2008 | 2010 | 2011 | 2012 | 2014 | 2015 |
| ---- | ---- | ---- | ---- | ---- | ---- | ---- | ---- | ---- | ---- | ---- | ---- | ---- | ---- | ---- | ---- | ---- | ---- |
| 238  | 324  | 327  | 327  | 333  | 325  | 323  | 323  | 330  | 329  | 330  | 345  | 344  | 354  | 340  | 334  | 324  | 318  |

## Достопримечательности

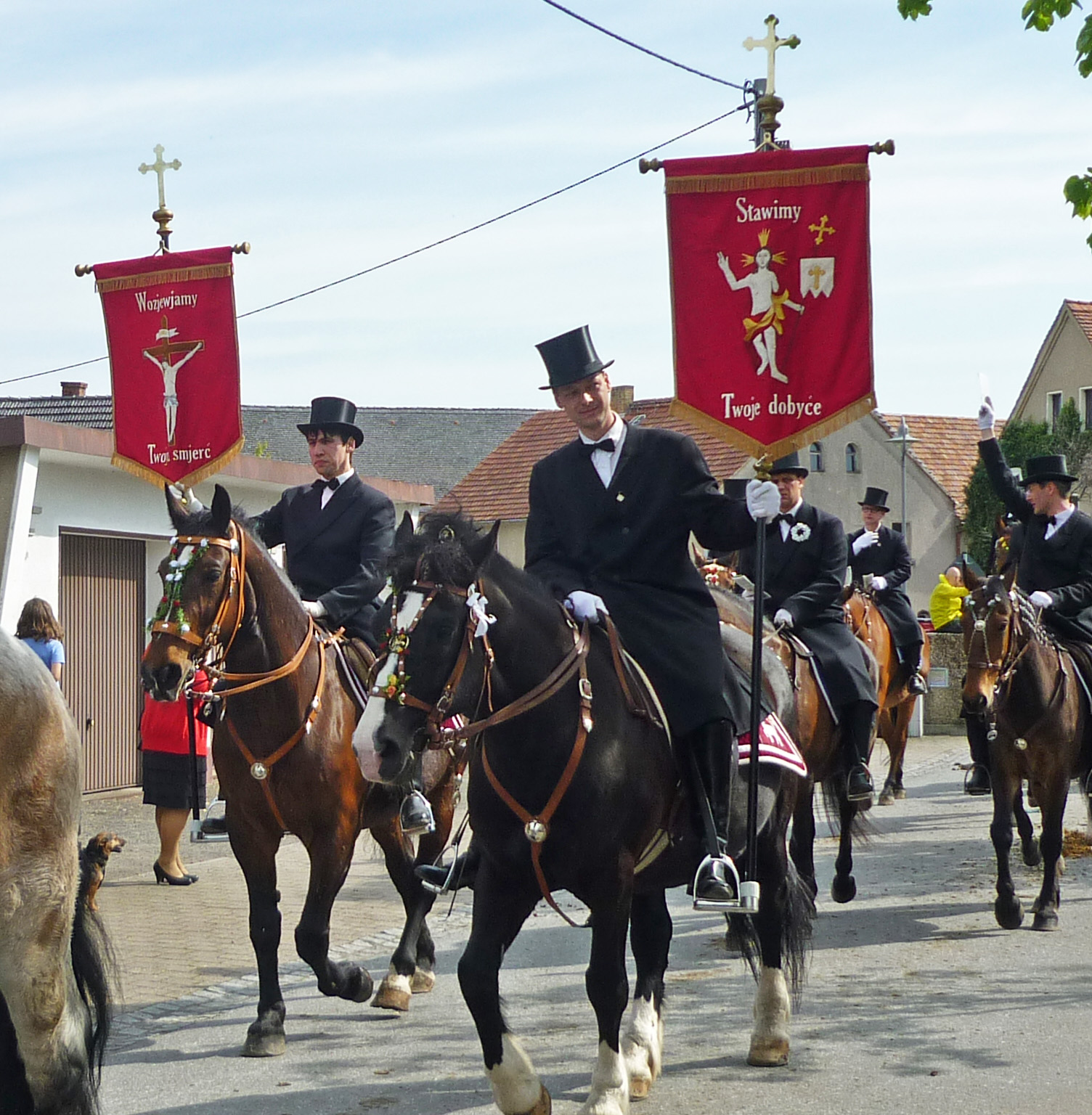
Пасхальная кавалькада в Ральбицах

Памятники культуры и истории Саксонии
- Церковь святой Екатерины, которая была построена в 1752 году. Храм пострадал 27 мая 1945 года во время сражения за село и был восстановлен после войны. Возле храма находится сельское кладбище с более, чем с 300 могилами, каждая из которых имеет одинаковое белое распятие.
- На деревенской площади находится колонна Пресвятой Троицы, датируемая XVIII веком. Предполагается, что на этом месте ранее находилась церковь или часовня, разрушенная гуситами в 1429 году[9].
- В западной части деревни находится часовня, построенная в 1851 году.

Обычаи
Каждый год в Пасхальное воскресенье в деревне совершается Пасхальная кавалькада.